# Den
Den   (segle XXX aC - 2995 aC) nom d'Horus: Horus-Den; nom de Nebti: Jaseti; nom d'Horus d'or: Jasetinebu; nom de Nesut-Bity: Jaseti, Sepati, Zemti; nom grec: Usafaidos, Usafais. Fou el cinquè faraó de la primera dinastia de l'antic Egipte. Fill de Djet i de la princesa Merneith, probablement era menor a la mort del seu pare i va governar per un temps la seva mare com a regenta, deixant-li el tron en arribar a l'edat de governar.
Se li atribueix un regnat de 50 o 55 anys (Manethó en dona 20 anys), durant el qual es pensa que va fer expedicions militars al nord-est i al desert de l'est del Nil per uns gravats en una placa de vori. Va fer un cens de tot el poble.
Va estar casat almenys amb quatre dones, però només se'n conserven els noms de tres: Semat, Seixemetka i Serethor. És possible que la reina Betrest hagués estat també la seva esposa. Fou el pare d'Anedjib, que el va succeir. Fou enterrat a Abidos. Quaranta mastabes del seu regne són a Saqqara.
Altres transcripcions del seu nom: Dem, Deuen, Dewen, Dun, Hesepti, Jasty, Kenti, Khaseti, Khasti, Khasty, Oudeni, Oudimou, Qenti, Semdi, Semti, Sengi, Senti, Septy, Tem, Udimu, Usaphais, Wedimu.